# City & South London Railway

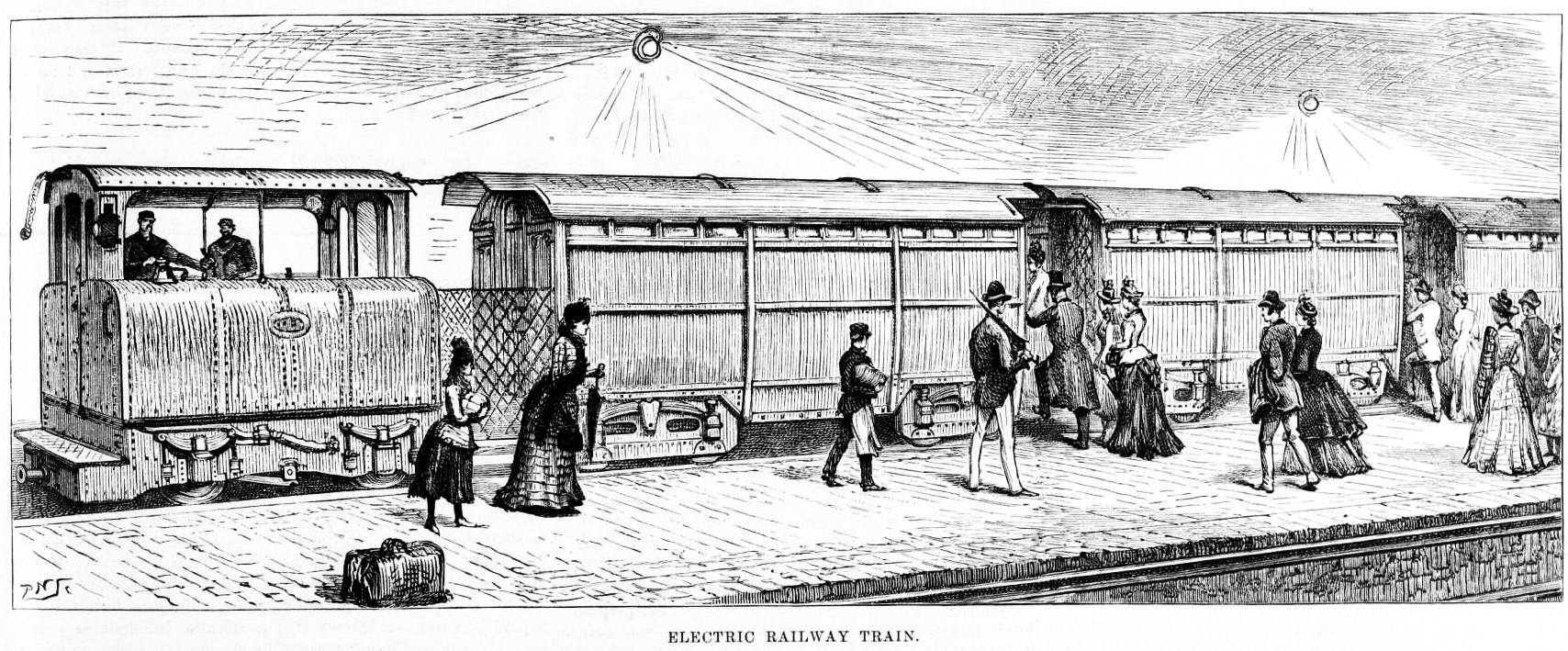
Una fotografía de un tren de la City & South London Railway, de la Illustrated London News, 1890.

La City & South London Railway (C&SLR) fue la primera línea de ferrocarril subterráneo profundo del mundo, y el primer sistema de ferrocarril importante en usar tracción eléctrica. En principio se pretendía utilizar trenes tirados por cables, pero la quiebra de la empresa contratista encargada del cable mientras la línea estaba en construcción forzó el cambio a la tracción eléctrica antes de abrir la línea: una tecnología experimental en aquella época.
Cuando se abrió en 1890, prestaba servicio a seis estaciones y recorría una distancia de 5,1 km en un par de túneles entre la City de Londres y Stockwell, pasando por debajo del río Támesis. El diámetro de los túneles restringía el tamaño de los trenes y a los pequeños vagones, con sus asientos de respaldo alto, se les puso el sobrenombre de celdas acolchadas. La línea fue extendida varias veces hacia el norte y hacia el sur, dando servicio finalmente a 22 estaciones, a lo largo de una distancia de 21,7 km desde Camden Town, al norte de Londres, hasta Morden, en Surrey.
Aunque la C&SLR estaba frecuentada, el bajo precio de los billetes y los costes de construcción de las extensiones pusieron en jaque a las finanzas de la compañía. En 1913, la C&SLR pasó a formar parte de la Underground Electric Railways Company y, durante los años 20, sufrió grandes remodelaciones antes de fusionarse con otra de las líneas del Grupo. En 1933, la C&SLR y el resto del Underground Group pasó a ser propiedad pública. Hoy en día, sus túneles y estaciones forman el ramal Bank y la sección que va de Kennington a Morden, parte de la Northern Line del Metro de Londres.

## Puesta en marcha

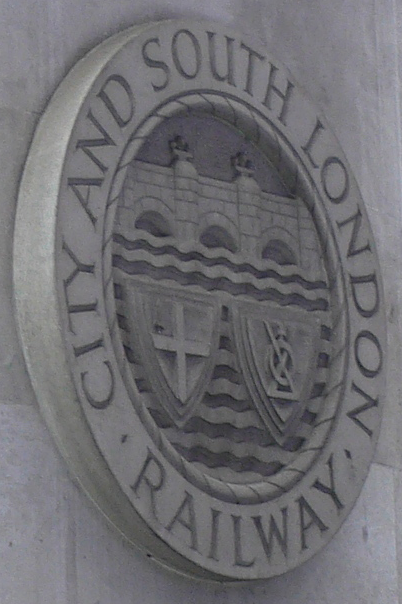
Blasón de la City & South London Railway.

En noviembre de 1883 se anunció que se iba a presentar en el Parlamento un proyecto de ley privado para la construcción de la City of London & Southwark Subway (CL&SS). El promotor de la proyecto e ingeniero de la línea propuesta era James Henry Greathead, que entre 1869 y 1870 había construido la Tower Subway utilizando el mismo método de escudo segmentado de hierro fundido propuesto para la CL&SS. La línea saldría hacia el norte desde Elephant and Castle, en Southwark, al sur de Londres, pasaría bajo el río Támesis y llegaría hasta King William Street en la City de Londres. Las vías se colocarían en túneles dobles de 3,1 metros de diámetro.
La propuesta recibió Sanción Real con el título de City of London and Southwark Subway Act, 1884 el 28 de julio de 1884. La sección 5 of de la ley establecía:

"Los trabajos autorizados por esta Ley son los siguientes:-

"Un metro que empieza... cerca de... Short Street en su... unión... con Newington Butts y termina en King William Street...

"El metro consistirá en dos tubos para el tráfico separado hacia arriba y hacia abajo y se deberá acceder a él por medio de escaleras y ascensores hidráulicos."
En 1886 se llevó al Parlamento otra propuesta para extender los túneles hacia el sur desde Elephant and Castle hasta Kennington y Stockwell. Esta propuesta recibió sanción el 12 de julio de 1887 con el título City of London and Southwark Subway (Kennington Extensions, &c.) Act, 1887, y autorizaba añadir la construcción de la extensión al trabajo sobre la ruta inicial, que había comenzado en 1886. Los túneles de esta sección tenían un diámetro ligeramente superior de 3,2 m. Antes de que la línea abriera se aprobó una nueva propuesta que concedía permiso para continuar la línea hacia el sur hasta Clapham Common. La ley fue publicada el 25 de julio de 1890 con el título City and South London Railway Act, 1890, provocando también un cambio de nombre de la compañía.

## Tracción e infraestructura
Al igual que el proyecto anterior de Greathead, el Tower Subway, el plan original era que la CL&SS funcionara con tracción por cables, con un motor estático tirando del cable a través de los túneles a una velocidad constante. La secciń 5 de la Ley de 1884 especificaba que:

"El tráfico del metro deberá funcionar mediante... el sistema de la Patent Cable Tramway Corporation Limited o por otros medios distintos de una locomotora de vapor tales como los que la Junta de Comercio pueda aprobar de cuando en cuando."

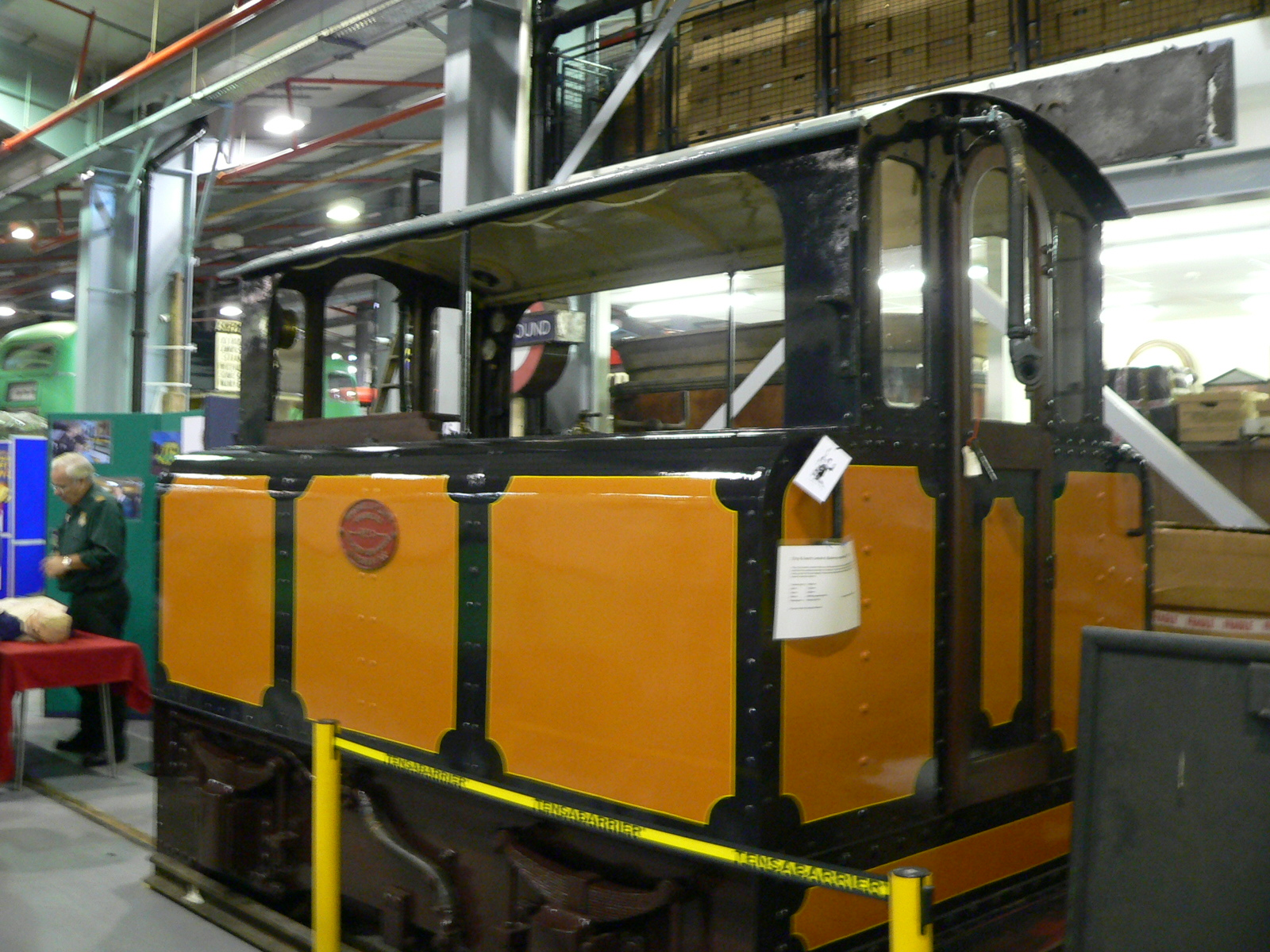
Locomotora número 13 de la C&SLR en el almacén del London's Transport Museum, en 2005.

Los trenes iban a engancharse al cable con abrazaderas. Estas se abrirían y cerrarían en las estaciones, permitiendo a los vagones desconectar y reconectar sin necesidad de parar el cable o interferir con el avance de otros trenes que compartirían el cable. La longitud adicional de los túneles que se autorizó por las subsecuentes leyes desafió la factibilidad de un sistema de tracción por cable y, antes de que se alcanzara una solución, la empresa de cable contratista entró en bancarrota. Dada la pequeña dimensión de los túneles, la propulsión a vapor, utilizada en otras líneas de ferrocarril subterráneo de Londres, no era viable para una línea de tubo profundo y había sido prohibida por la ley correspondiente. La solución adoptada fue la propulsión eléctrica, suministrada a través de un tercer raíl por debajo del tren. Aunque ya se había experimentado con el uso de electricidad para propulsar trenes durante la década anterior y se habían implementado operaciones a pequeña escala, la C&SLR era la primera línea de ferrocarril importante del mundo en adoptarla como medio de locomoción. El sistema funcionaba con locomotoras eléctricas construidas por Mather & Platt que recogían una corriente a 500 voltios del tercer raíl y tiraban de varios vagones. En Stockwell se construyó un depósito y una estación generadora. La capacidad limitada de los generadores supuso que las estaciones se iluminaran con gas. El depósito estaba en superficie e inicialmente los trenes que necesitaban mantenimiento se trasportaban hasta la superficie mediante una rampa, pero pronto se instaló un elevador. En la práctica, la mayoría del material rodante y las locomotoras solo se subían a la superficie cuando necesitaban mantenimiento de importancia.
Para evitar tener de pagar acuerdos para poder pasar por debajo de los edificios de la superficie, los túneles se perforaron siguiendo el trazado de las calles, donde se podía construir sin cargo alguno. En el extremo norte de la línea, la necesidad de pasar bajo el cauce del río Támesis y bajo el entramado de calles medievales de la City de Londres constriñó la disposición de los túneles en su aproximación a la estación de King William Street. Debido a la proximidad de la estación con el río, se necesitaron túneles con mucha pendiente en la parte oeste de la estación. Como la calle bajo la que circulaban era muy estrecha, se perforaron uno encima del otro en lugar de uno al lado del otro, como era normal. El túnel de salida era el más profundo e inclinado de los dos. Los túneles convergían inmediatamente antes de la estación, que estaba contenida en un mismo túnel largo y tenía una sola vía con plataformas a ambos lados. El otro término, en Stockwell, también se construyó en un mismo túnel, pero con vías a ambos lados de una plataforma central.

## Inauguración

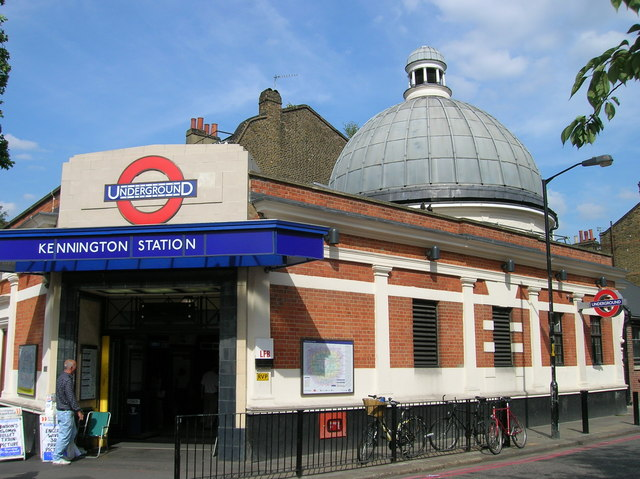
Estación de Kennington, el único edificio de los originales que no ha sido sustancialmente alterado o reemplazado.

La línea fue inaugurada oficialmente por Eduardo, Príncipe de Gales (más tarde Eduardo VII) el 4 de noviembre de 1890. Se abrió al público el 18 de diciembre de 1890. Inicialmente tenía estaciones en:
- Stockwell
- Oval
- Kennington
- Elephant & Castle
- Borough
- King William Street

El servicio original funcionaba con trenes compuestos por un motor y tres vagones. Cada vagón podía alojar a treinta y dos pasajeros, mediante bancos longitudinales y puertas correderas en los extremos, que daban a una plataforma desde la que se podía subirse y apearse. Se llegó a la conclusión de que no había nada que mirar en los túneles, por lo que las únicas ventanas de los vagones estaban en una estrecha banda en la parte alta de los vagones. Operarios de puertas se paseaban por los vagones para abrir y cerrar las puertas de celosía y anunciar el nombre de las estaciones a los pasajeros. Debido a sus claustrofóbicos interiores, los vagones empezaron a llamarse celdas acolchadas. A diferencia de otras líneas de ferrocarril, no había billetes de distinta clase, ni siquiera billetes de papel; cuando la línea empezó a operar, se cargaba una tarifa fija de dos peniques, recaudados en un torniquete. A pesar de lo apretado de los vagones y de la competencia de los servicios de autobús y tranvía sobre esa misma ruta, la línea de metro atrajo a 5,1 millones de pasajeros en 1891, su primer año de funcionamiento. Para aliviar la masificación se aumentó la flota de material rodante.

## Extensiones hacia Clapham e Islington, 1890–1901
Poco después de abrirse al público, la C&SLR anunció su intención de presentar otro proyecto de ley privado al Parlamento, esta vez para construir una nueva línea que iría desde King William Street en su terminación norte hacia Islington. Debido a la inusual disposición de la estación de King William Street, la extensión no se conectaría directamente con los túneles existentes, sino que se enlazaría con ella a través de un paso subterráneo peatonal por el que los pasajeros podrían hacer el intercambio entre ambas líneas. El proyecto fue rechazado sobre la base de que esa extensión no suponía una conexión con la línea existente. En noviembre de 1891, la C&SLR publicó los detalles de una revisión del proyecto de extensión hacia Islington. La compañía reconocía las deficiencias de su estación de King William Street y, justo un año después de abrirse la línea, planeó la construcción de un nuevo par de túneles para evitar la problemática sección norte.
A partir de un lugar cercano a la estación de Borough, los nuevos túneles se bifurcarían y seguirían una nueva ruta a través de una estación nueva para formar un enlace con la estación interurbana de London Bridge. Los túneles pasarían luego hacia el este del Puente de Londres y luego hacia el norte a través de la City de Londres hacia The Angel, en Islington. Tras un retraso, durante el cual una comisión mixta revisó las propuestas de varias líneas de metro nuevas se aprobó la City and South London Railway Act, 1893 y recibió la Sanción Real el 24 de agosto de 1893. La ley también incorporaba otra proposición de 1893 que autorizaba una extensión del tiempo para constrior la extensión sur hacia Clapham.
La construcción de las dos extensiones autorizadas se retrasó para dar tiempo a recaudar los fondos y finalizar los planes. Entre 1895 y 1898 se presentaron en el Parlamento otras tres propuestas para mantener vivos los permisos y conseguir nuevas autorizaciones:
- 1895: una extensión en el tiempo de la ley de 1890 que además permitiría la construcción de un nuevo túnel de aproximación en la estación de King William Street.[30] Aprobada como la City and South London Railway Act, 1895 el 14 de abril de 1895.[31]
- 1896: una extensión en el tiempo de la ley de 1893 y cambios en la construcción de la estación de Bank.[32] Aprobada como la City and South London Railway Act, 1896 el 14 de agosto de 1896.[33]
- 1898: una extensión en el tiempo de la ley de 1896, planes para añadir apartaderos a la extensión sur de Clapham Common y planes para vender la estación de King William Street y sus túneles de aproximación a la nueva empresa propuesta: la City and Brixton Railway (C&BR).[34] Aprobada como la City and South London Railway Act, 1898 el 23 de mayo de 1898.[35]

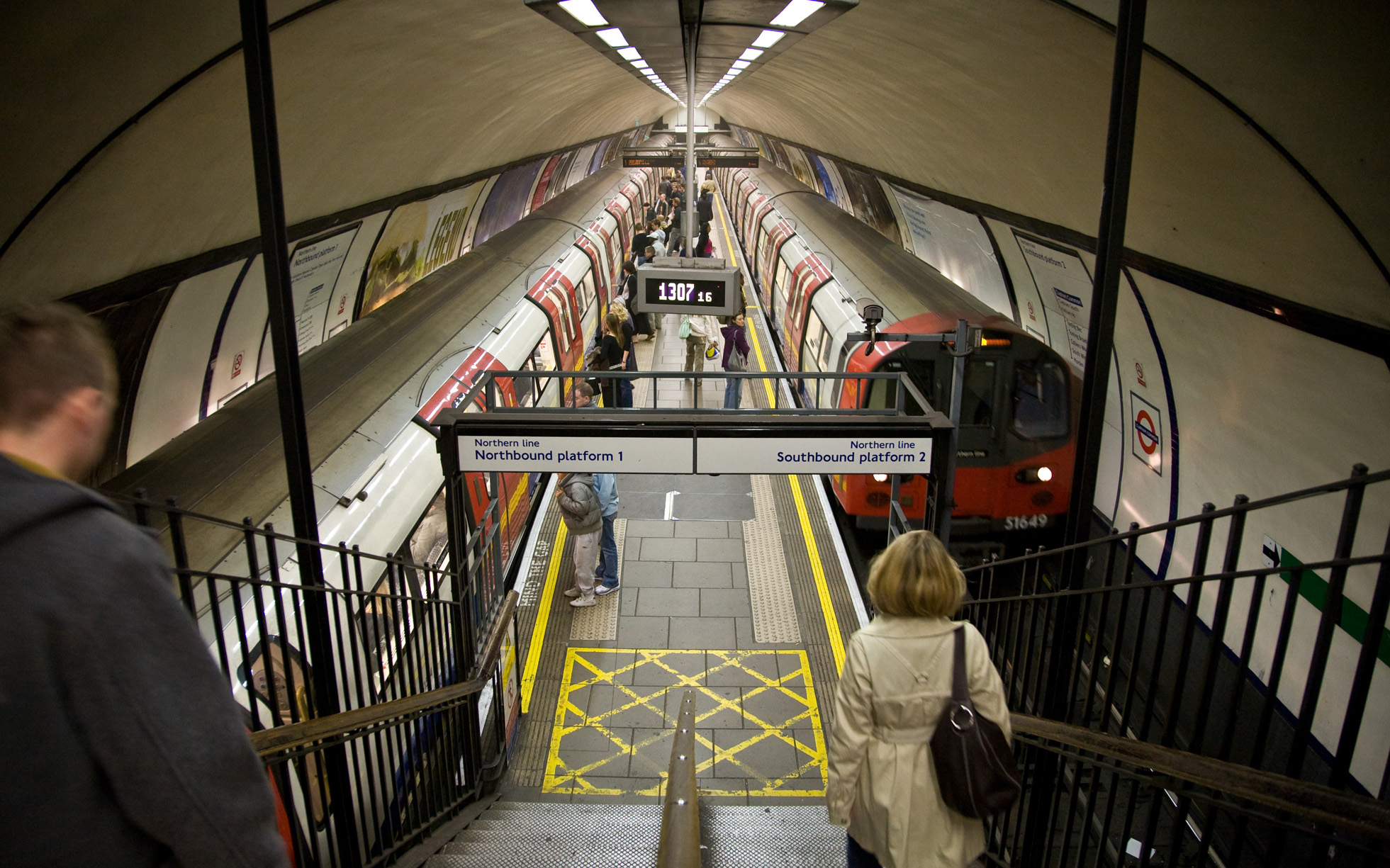
La estrecha plataforma central de la estación de Clapham Common, con líneas a ambos lados, que data de la extensión de 1900.

Los nuevos túneles autorizados por la ley de 1895 permitían modificar la disposición de las vías de la estación de King William Street para que tuviera solo una plataforma central con una vía a cada lado. Se abrió así como medida temporal mientras se recaudaban los fondos para las extensiones. Finalmente se consiguió financiación y la construcción prosiguió, de manera que la sección de King William Street se cerró y se abrió la primera sección de la extensión norte el 25 de febrero de 1900, con estaciones en:
- London Bridge
- Bank and Monument
- Moorgate Street

La extensión sur abrió poco después, el 3 de junio de 1900, con estaciones en:
- Clapham Road
- Clapham Common

Al igual que en la estación de Stockwell original y en la nueva estación de King William Street, las estaciones de Clapham Road y Clapham Common se construyeron con un único túnel en el que una plataforma central recibía trenes por vías a ambos lados.
El trabajo continuó en el resto de la extensión norte. La City and South London Railway Act, 1900, aprobada el 25 de mayo de 1900, otorgaba permiso para agrandar el túnel de la estación de Angel hasta un diámetro de 9,2 m
 y el resto de la extensión se inauguró el 17 de noviembre de 1901, con estaciones en:
- Old Street
- City Road (cerrada en1922)[40]
- Angel